# Istria (stacja metra)
Istria – stacja metra w Mediolanie, na linii M5. Znajduje się na Piazzale Istria, w Mediolanie i zlokalizowana jest pomiędzy stacjami Ca' Granda i Marche. Została otwarta w 2013